# Музей городского электрического трамвая
Музей городского электрического трамвая (англ. The Electric City Trolley Museum) ― трамвайный музей, расположенный в городе Скрантон, штат Пенсильвания, США. Находится в центре города рядом с Национальным историческим памятником Стимтаун. В музее демонстрируются отреставрированные вагонетки и вагоны, которые ранее использовались на трамвайных линиях железнодорожных путей Лакаванны и Вайоминг Вэлли, что в настоящее время принадлежат правительству округа Лакаванна и управляются муниципальной компанией.

## Описание
Музей городского электрического трамвая был основан в 1999 году. Находится в собственности Ассоциации Музея городского электрического трамвая.

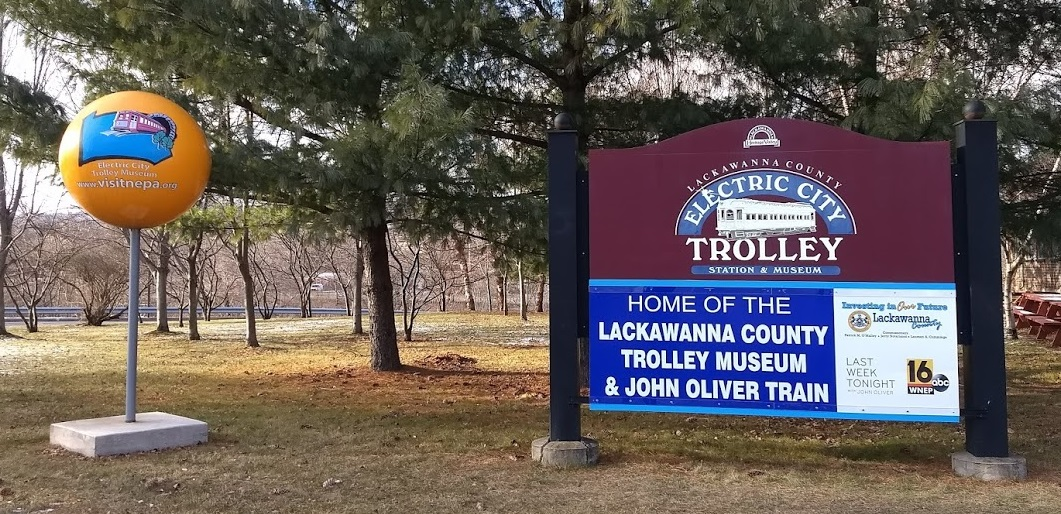
Вход в музей

Среди экспонатов музея ― отреставрированные трамвайные вагоны, которые ранее использовались на трамвайных линиях железнодорожных путей Лакаванны и Вайоминг Вэлли.
В 2006 году в музее для посещения был открыт новый участок, соединяющей трамвайную линию округа от Национального исторического места Стимтаун до нового городского трамвайного депо. Посетители музея могут совершить поездку по типичному городскому маршруту 1920-х годов, которая включает в себя пересечение длинного туннеля. Новые железнодорожные пути и трамвайное депо обошлись правительствам штата и округа в 2 млн. долларов. Депо вмещает в себя до девяти трамваев, остальные же размещаются в музее, где они время от времени ремонтируются. Посетители музея также имеют возможность понаблюдать за ходом ремонтных работ.
В сентябре 2017 года по музею Скрантона был издан набор железнодорожного моделирования.

## Галерея

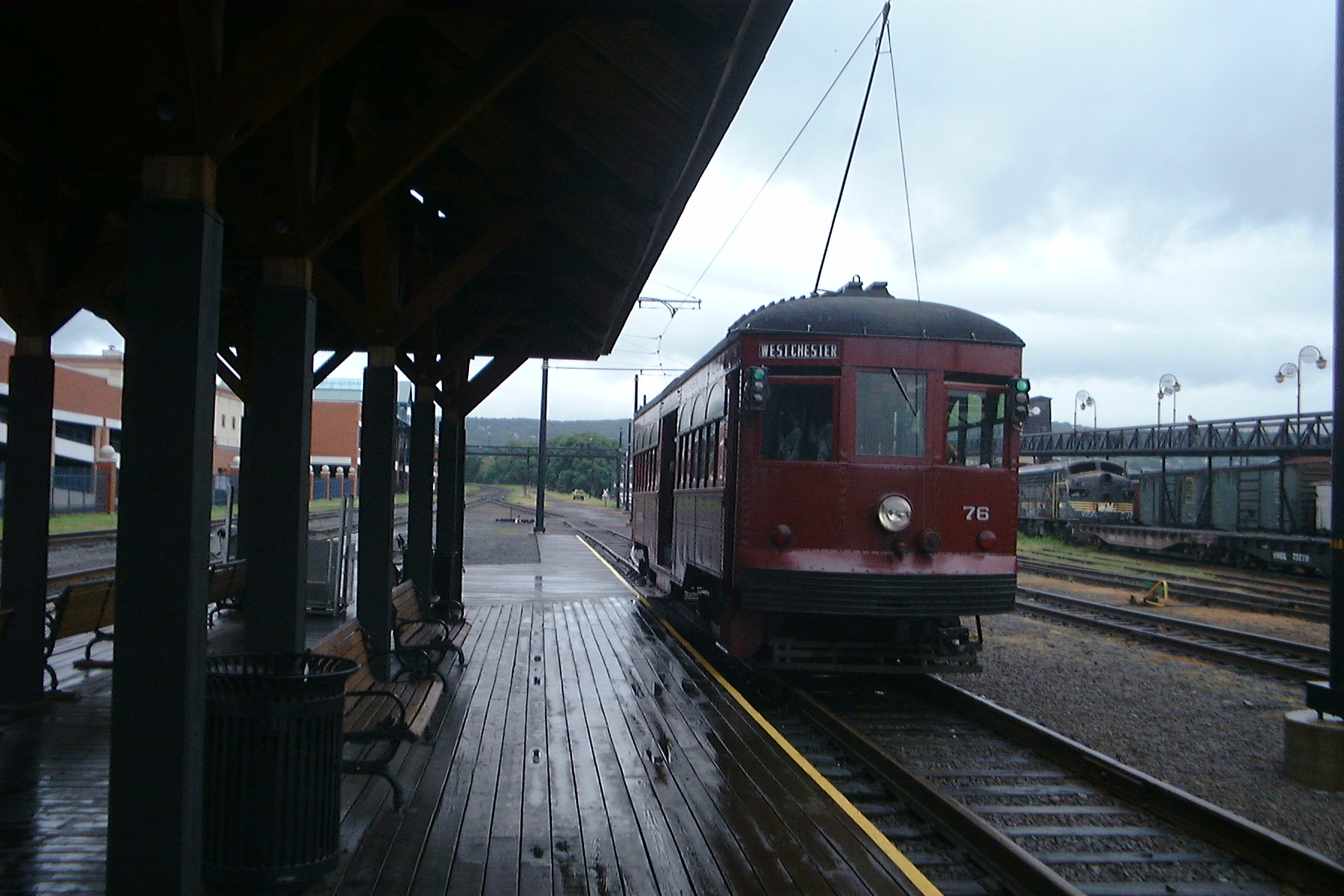
Вагон 76 на музейной станции
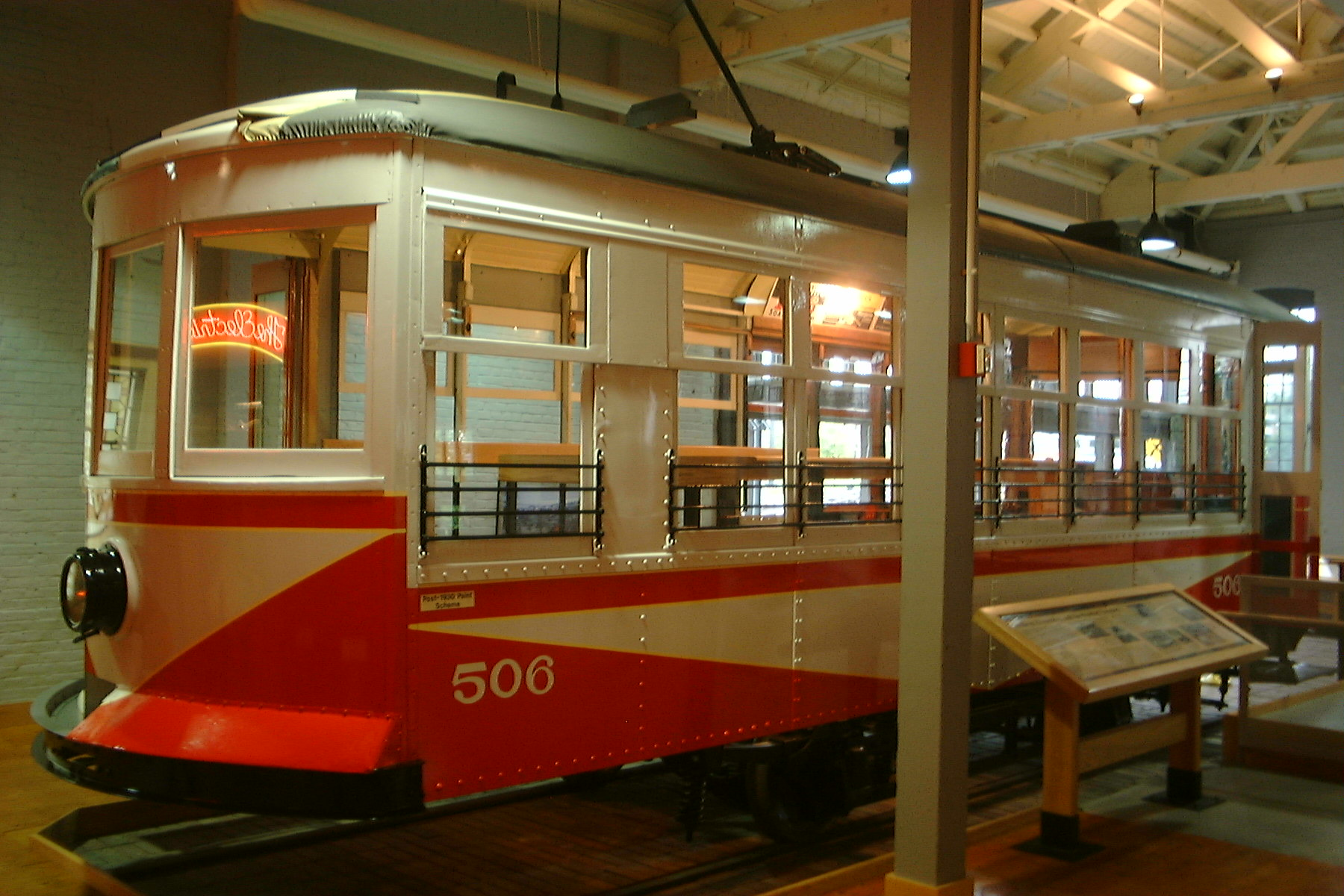
Вагон 506 на внутренней выставке в музее
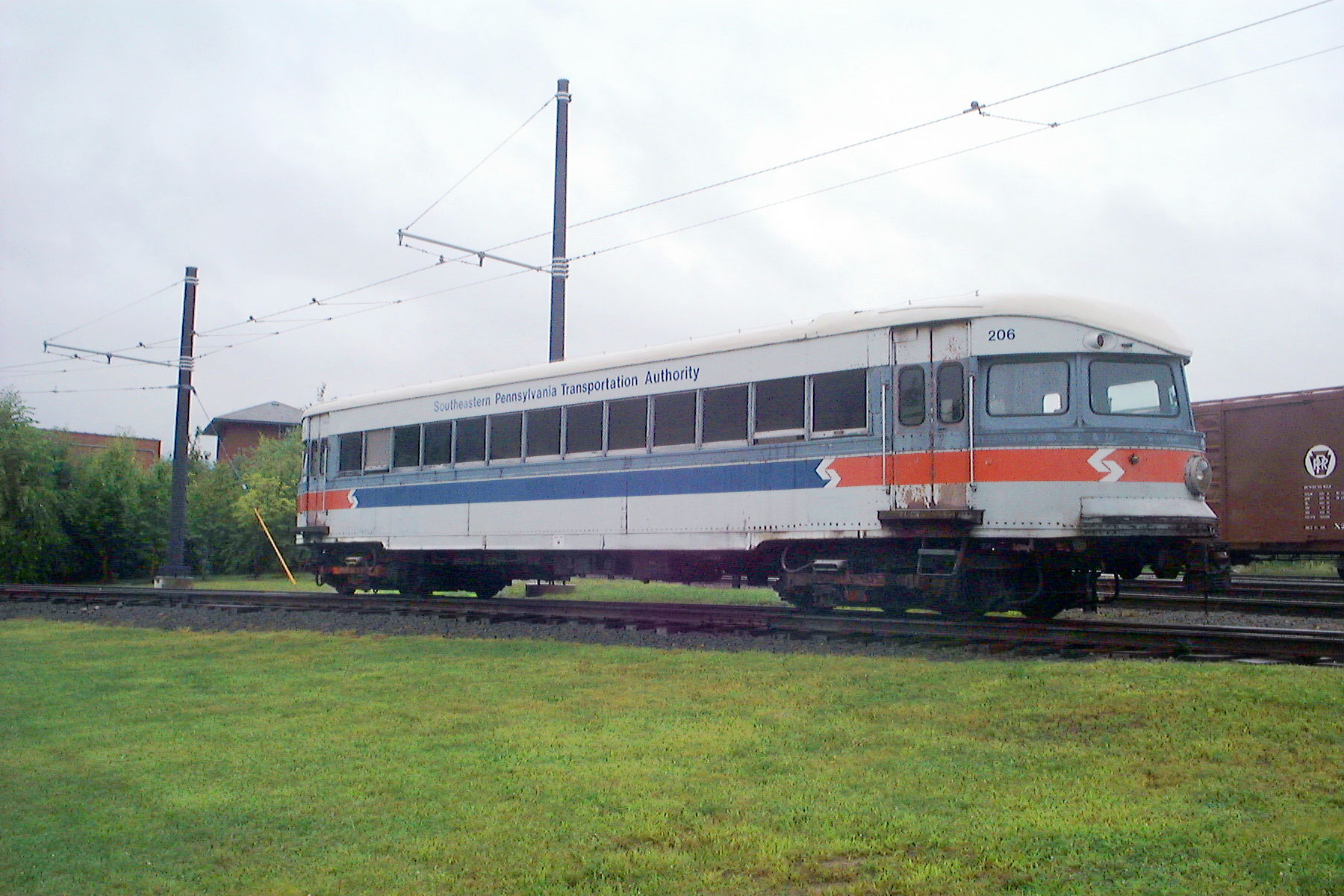
Трамвай SEPTA Brill Bullet 206
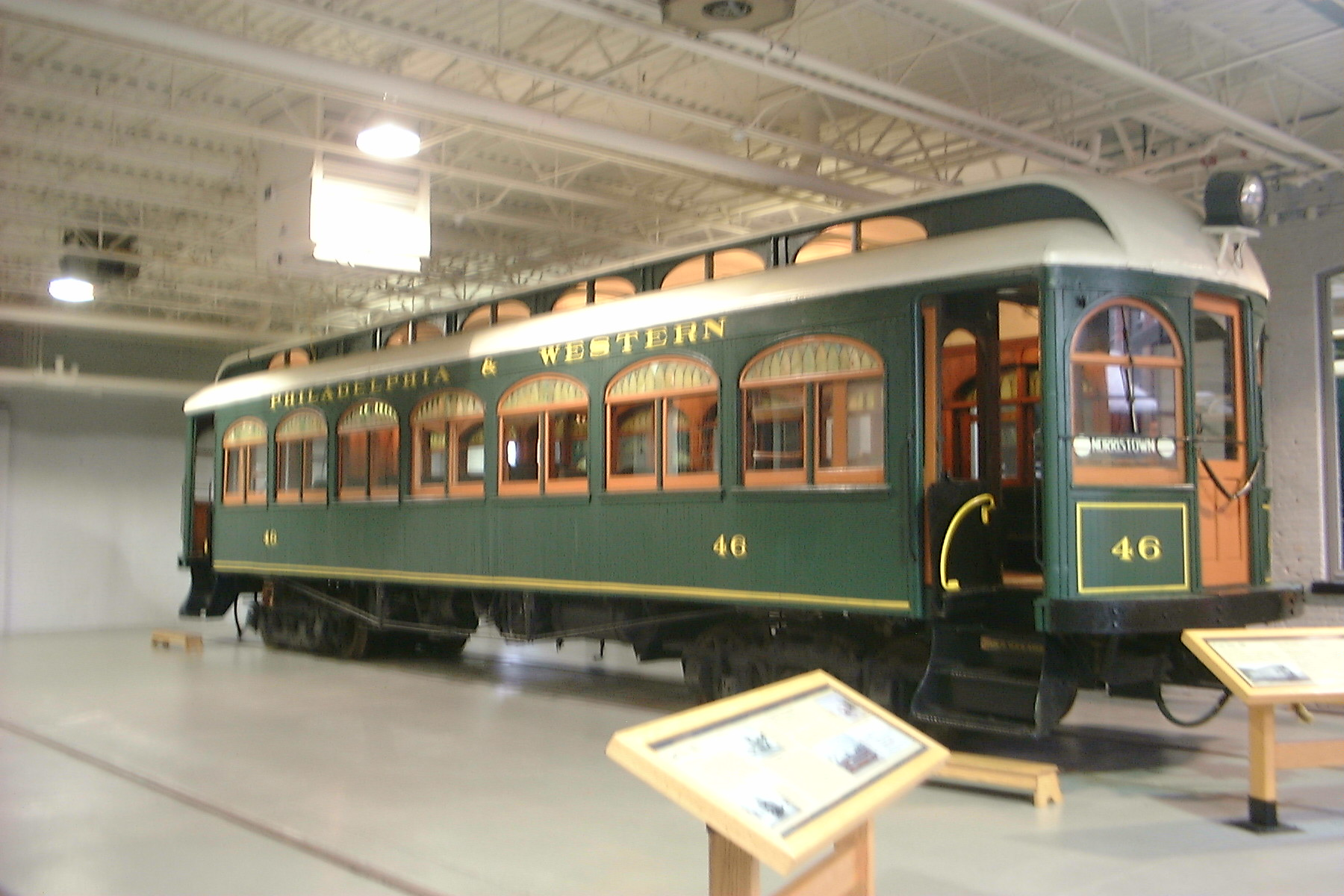
Трамвай Philadelphia & Western  46
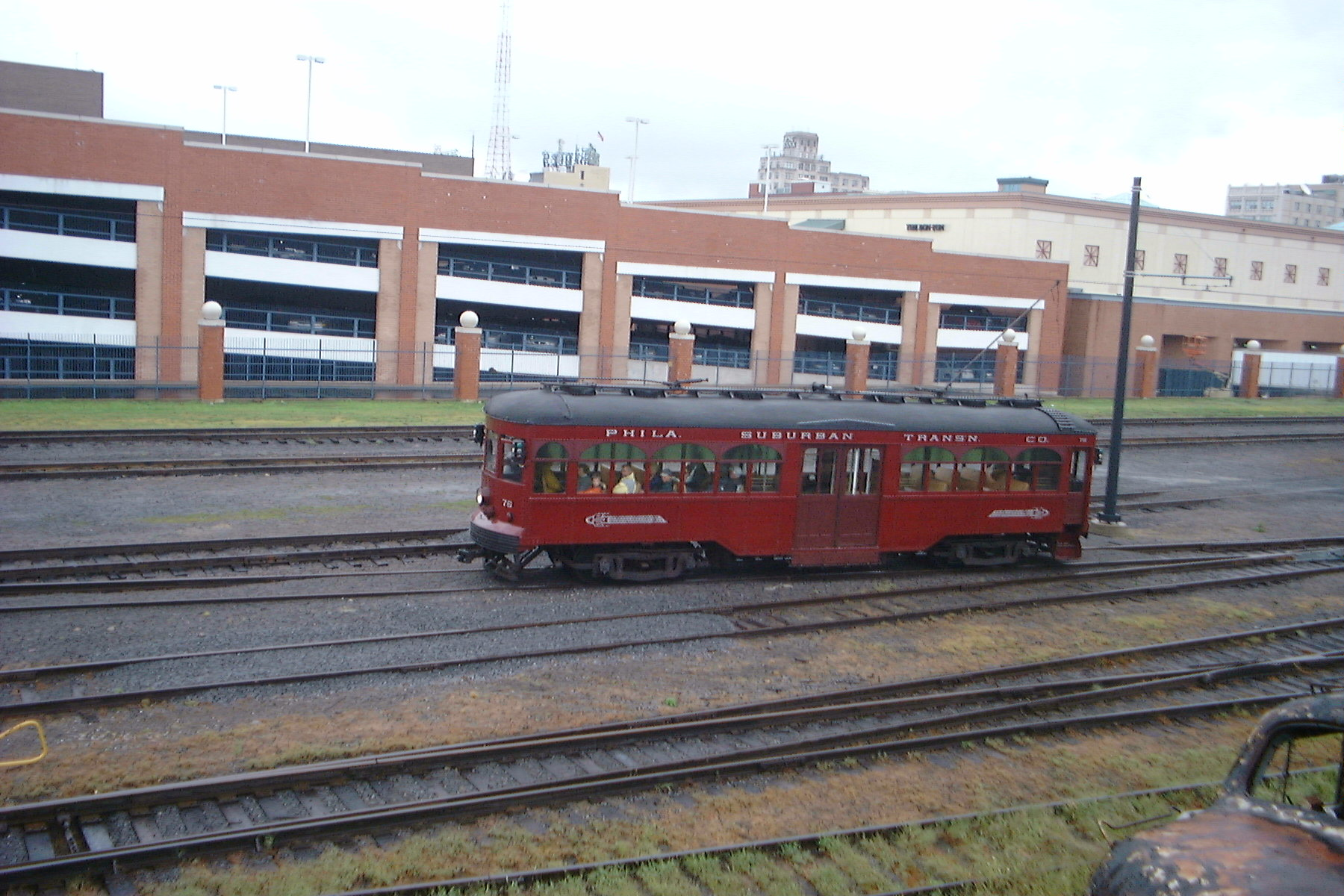
Вагон 76 покидает музей
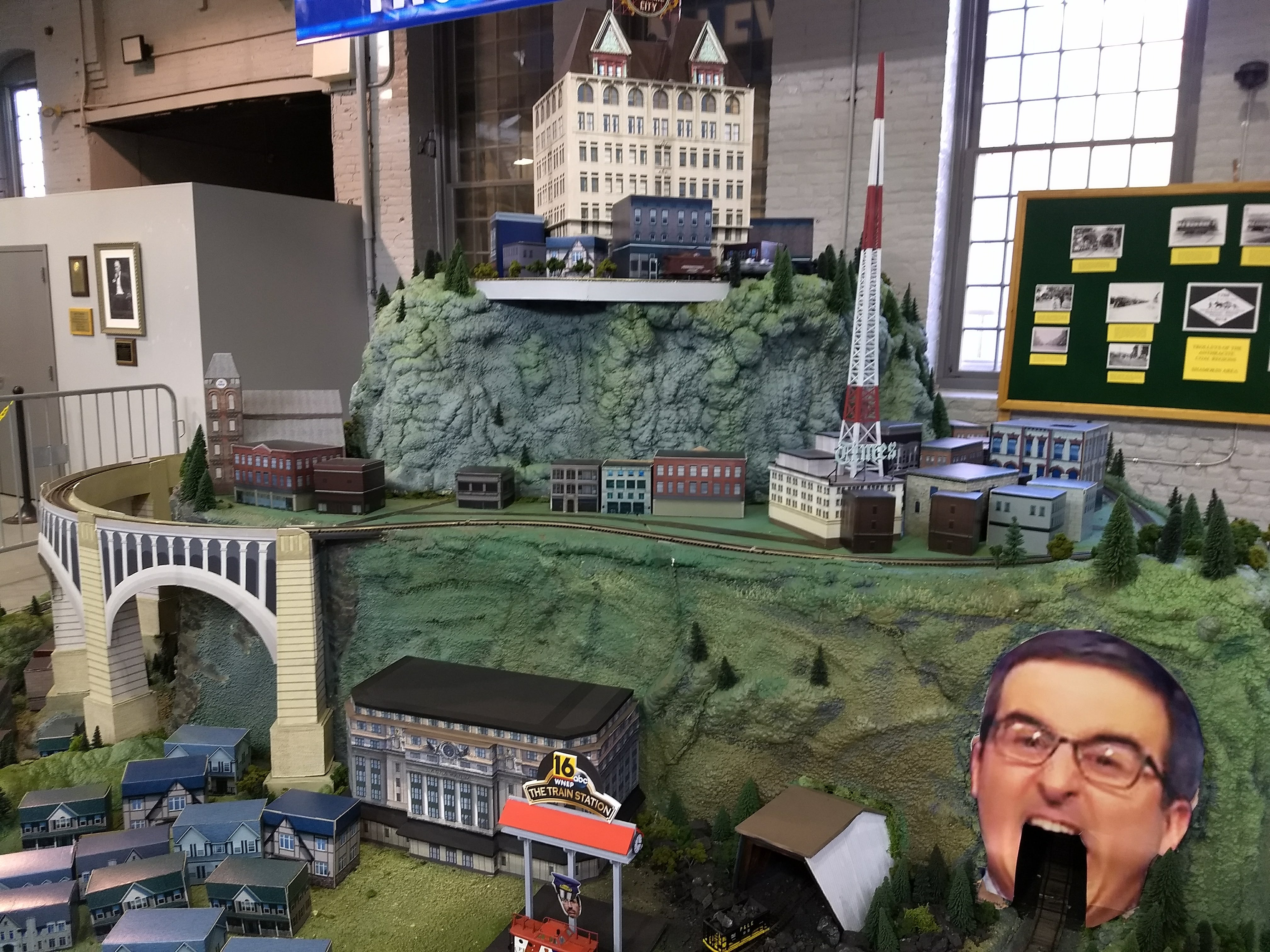
Модель музея
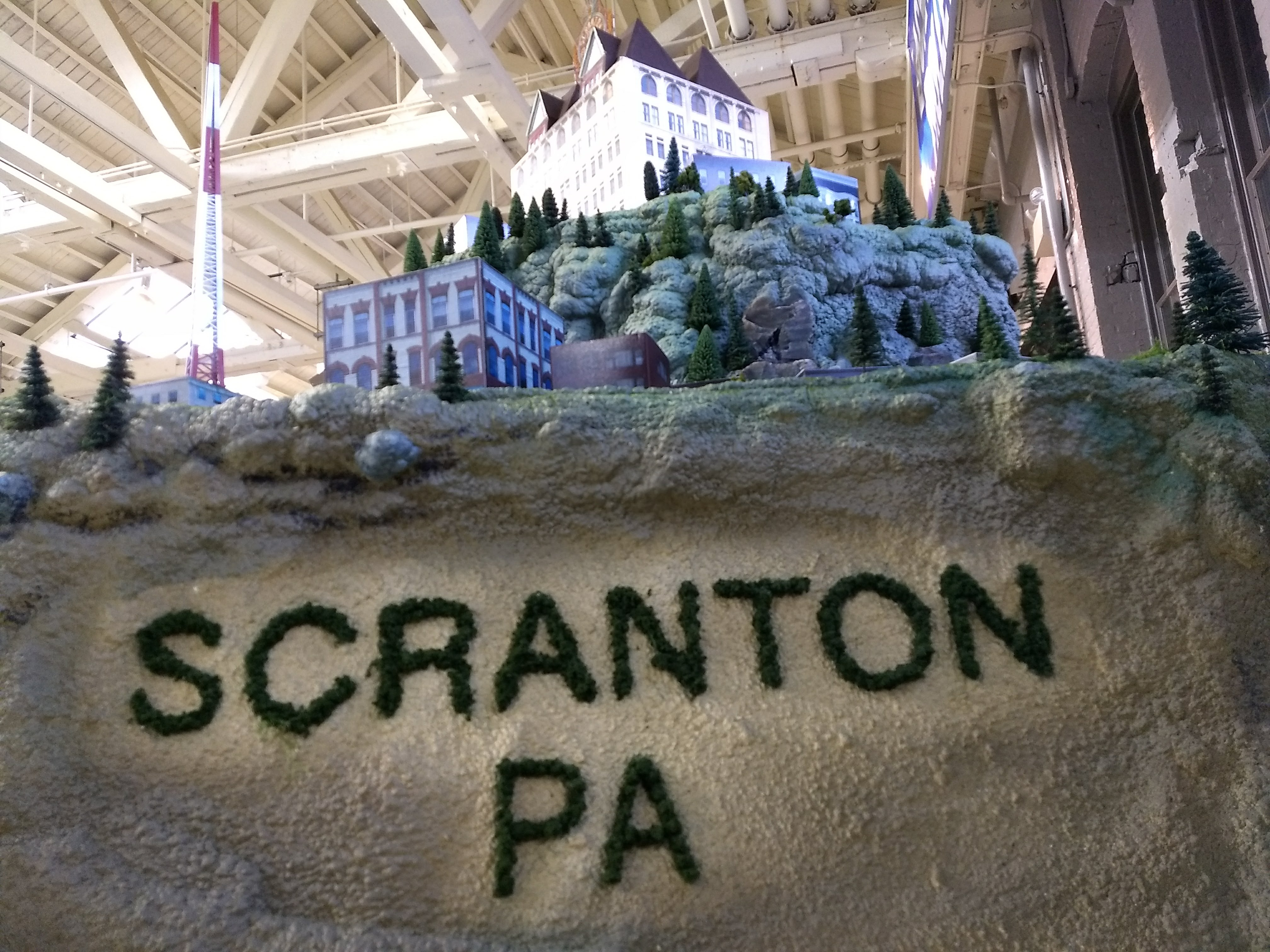
Ещё одна модель музея